# Захарьина, Ульяна Фёдоровна
Боярыня Ульяна Фёдоровна Захарьина (Иулиания Феодоровна, Iульянія, «Романова жена Юрьевича Ульяна») или Ивановна, в постриге Анастасия (инокиня Анастасия, также старица Иулиания) (ум. 8 июня 1579, Москва) — мать царицы Анастасии Романовны (первая тёща Ивана Грозного), вероятно, прабабушка первого русского царя из династии Романовых Михаила Фёдоровича.
Её захоронение сохранилось и изучено, С. А. Никитиным восстановлен её портрет по черепу.

## Биография
Происхождение её неясно. В родословцах её фамилия не указывается, она фигурирует только по имени-отчеству.
Встречается недоказанная версия, что она — дочь Фёдора Ивановича Карпова. (Путаницу в идентификацию порой вносит и существование других членов рода Захарьиных-Романовых с тем же именем: полной тёзки — Ульяны Фёдоровны, княжны Литвиновой-Мосальской (ум.1650) — жены Ивана Никитича «Каши»; боярыни Ульяны Захарьиной (ум. 1563 год) — жены Григория Юрьевича; Ульяны Никитичны (24 августа 1565) — умершей во младенчестве дочери Никиты Романовича; Ульяны Семёновны Погожевой (ум. 1624) — жены Александра Никитича).
Однако ведущий исследователь кремлёвских захоронений Т. Д. Панова в своей статье 2009 года однозначно указывает, что «роду-племени она неведомого».
Жена Романа Юрьевича Захарьина, вторая либо единственная. Овдовела 10 февраля 1543 года, пережив мужа в итоге на 36 лет.

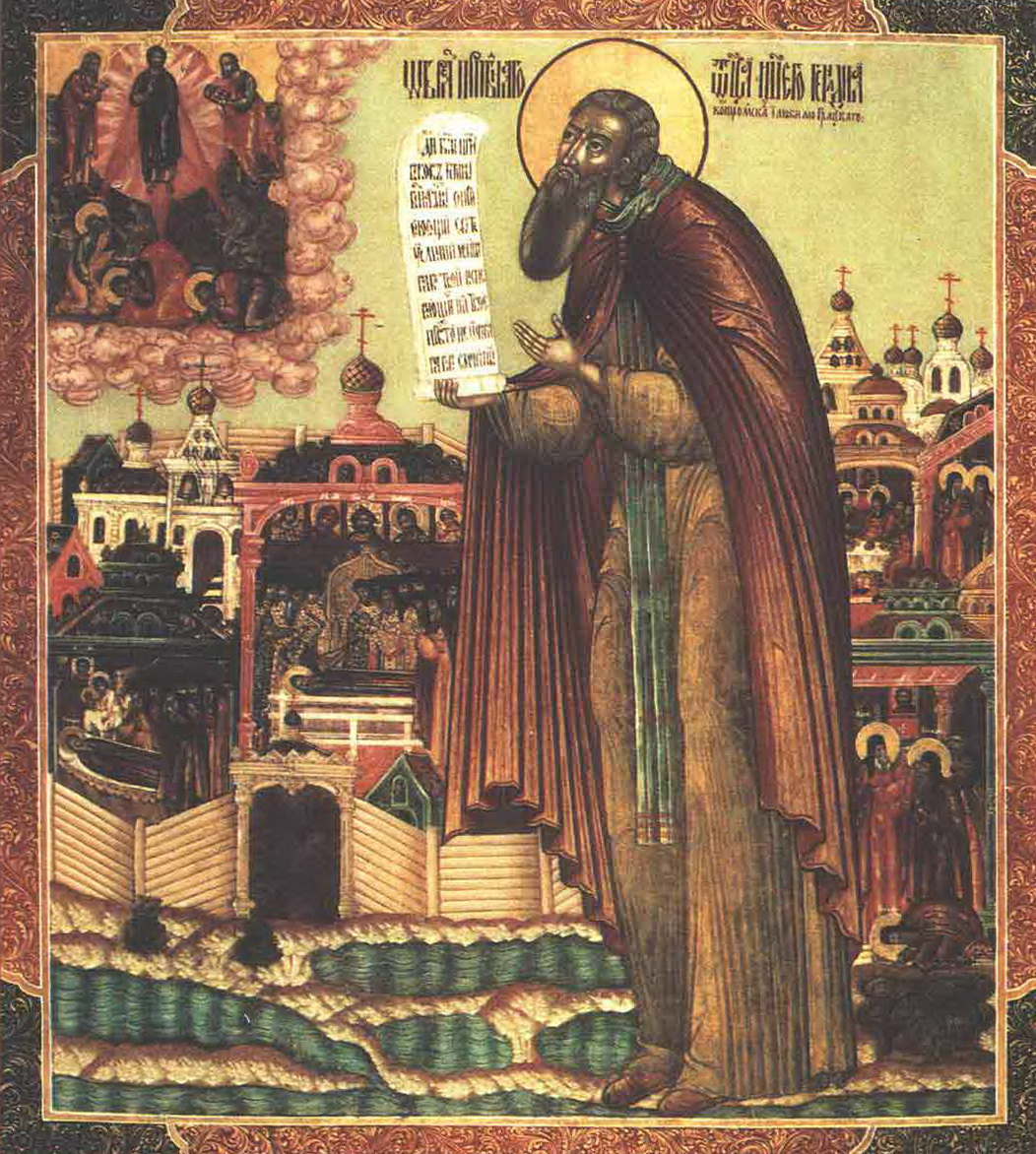
Геннадий Костромской (икона 18 века)

Поздняя житийная литература упоминает пророчество преподобного Геннадия Любимского и Костромского, данное Ульяне («вдове-боярыне Иулиании Феодоровне») 12 февраля 1543 года во время одного из его визитов в Москву. Будущий святой «прият был честно от боярыни Иулиании Феодоровны, жены Романа Юрьевича, благословения ради чад ея Данилы и Никиты и дщери ея Анастасии Романовны». Его обещание гласило:
«…быть её дочери царицею на Москве».
3 февраля 1547 года стала царской тёщей, после того как Анастасия была выбрана царём на «всероссийском» смотре невест. (Любопытно, что умерший в 1538 году брат покойного Романа — Захарьин-Юрьев, Михаил Юрьевич, входил в число опекунов над малолетним Иваном Грозным, что возможно, дало «конкурсантке» некоторые преимущества).

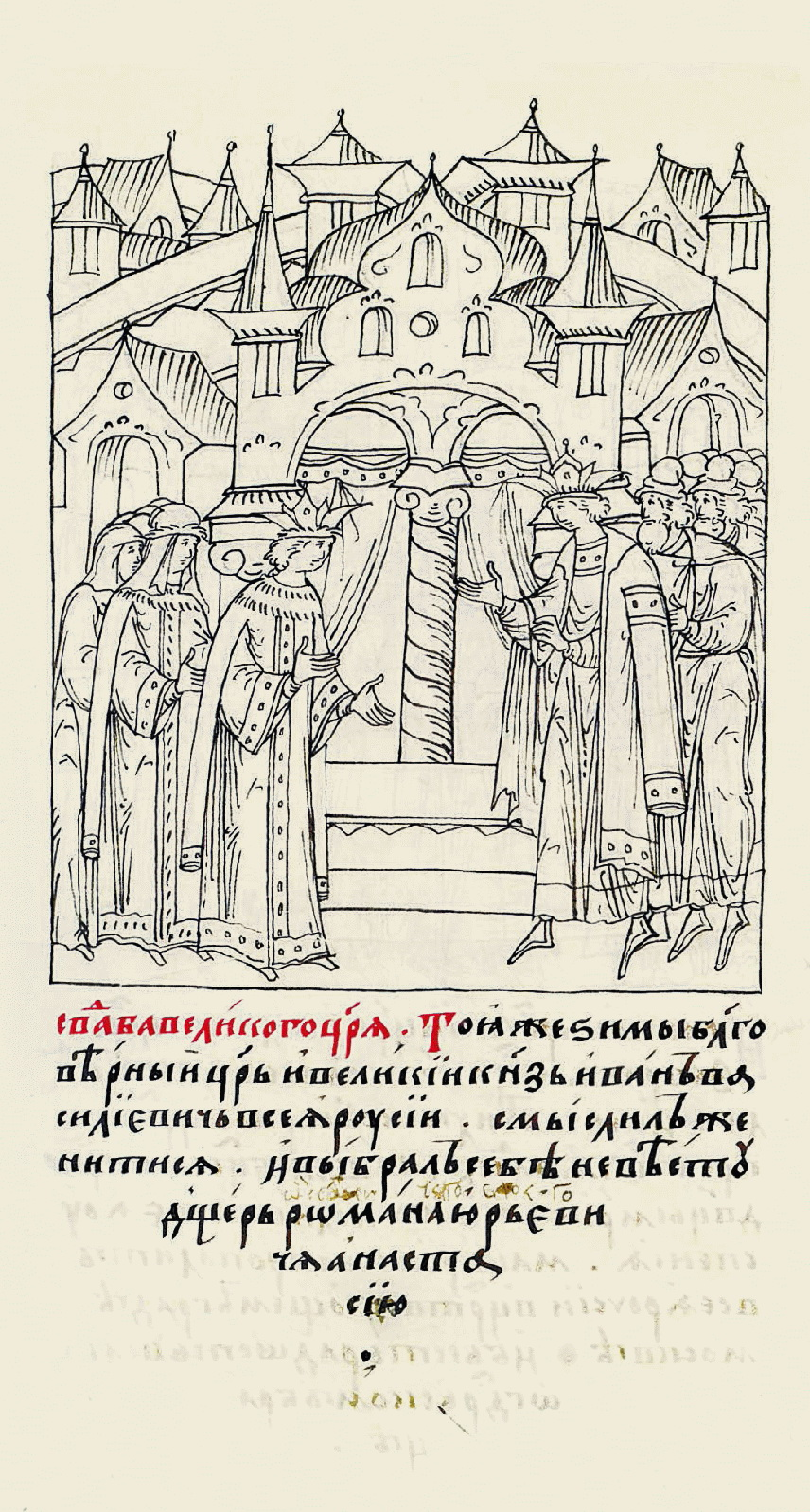
Свадьба Ивана Грозного с Анастасией Романовой. «Царственная книга»

Описание свадьбы Анастасии с царем упоминает её мать Ульяну:

«…и нарек себе в великие княгини Романову дочь Юрьевича Захарьича Настасью. И велел ей быти на своем дворе в своих полатах. А у ней велел быти матери её Ульяне Романове жене Юрьевича, да княгине Настасье княж Василья Васильевича Шуйского, да бабке своей княгине Анне княж Василья Глинского…» 
(«Постниковский летописец»).

Очевидно, о ней же идет речь в описании свадьбы 3 ноября того же 1547 года младшего брата царя Юрия с Иулианией Палицкой:

«…А боярыни были у постели Романова жена Юрьевича Ульяна да Данилова жена Рамановича Анна, Микитина жена Рамановича Варвара, Олексеева жена Адашева Настасья…»
— Разрядная книга
Также она упомянута в завещании своей родственницы Аксиньи Кошкиной-Захарьиной.
В 1560 году потеряла дочь и позже стала свидетельницей опричнины. К 1565 году умерли все остальные дети её мужа (вероятно от неё, либо от 1-й жены), кроме Никиты.
Её последним приютом стал Вознесенский монастырь Московского Кремля. При постриге, дата которого неизвестна, она взяла себе имя умершей дочери, которую пережила на 17 лет.

### Захоронение
Скончавшись в неизвестном возрасте в 1579 году (за год до появления в царской семье его последней жены Марии Нагой и за 5 лет до смерти Ивана Грозного), была погребена в той же обители. (При этом её покойный муж был уже давно погребён в фамильном склепе в подклете Преображенского собора Новоспасского монастыря).
После разрушения монастыря большевиками, её останки вместе с прочими были перенесены в подземную палату южной пристройки Архангельского собора, где находятся и сейчас.
В 2000-х годах сотрудники Музеев Московского Кремля (группа по изучению захоронений некрополя Вознесенского собора) исследовали в числе прочих её захоронение, которое является примером того, что иногда в этой царской усыпальнице находили последний приют и менее знатные люди из окружения государей.
Её саркофаг с подписной крышкой входит в число наиболее хорошо сохранившихся.
Уцелевшая надпись на саркофаге гласит:

«Лета 7087 (1579) июня в 8 день на память святого великомученика Фёдора Стратилата преставилась раба божия инока схимница Настасья Романова жена Юрьевича на первом часу ночи».

Также внезапно среди обломков крышек и гробов в подземной палате, где размещаются погребения с 1930 года, обнаружили и плиту, когда-то отмечавшую место её могилы. Выяснилось, что инокиню похоронили в стороне от царских могил, в северной части усыпальницы — наименее почётной по средневековым эсхатологическим представлениям.

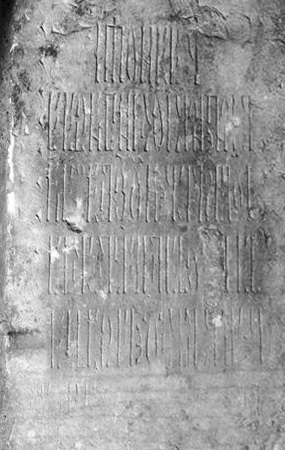
Надгробие

Как пишут исследователи, «случай редкий и весьма интересный. Если над могилами великих княгинь, цариц и царевен всегда сооружали высокий памятник с эпитафией (как в Архангельском соборе Кремля, что можно видеть и сегодня), то могилы менее значимых лиц обустраивали проще. На них в уровень с полом помещали горизонтально только массивную плиту с надписью. На такие надгробия могли наступать ногами прихожане. Так и случилось с данным памятником — на камне полностью стерлись две верхние строки эпитафии. Остальная часть надписи также местами пострадала».
Она немного отличается от надписи на саркофаге:

« …великомученика Федора Стратилата преставися раба божия Романова жена Юрьевича Ульяна в иноцех инока скимница Настясья в 1 час нощи».

В рамках этого исследования С. А. Никитиным в 2007 году восстановлен её портрет по черепу в числе цикла портретов других членов царской семьи.

## Дети
Её муж Роман был женат по некоторым предположениям дважды (имя его первой жены неизвестно, либо она не существовала). Была ли Ульяна матерью всех пяти известных его детей, неясно — по некоторым предположениям, только последней Анастасии.
Дети Романа
1. Захарьин, Далмат Романович — умер бездетным 5 октября 1543[12]
2. Захарьин, Данила Романович
3. Захарьин, Никита Романович — отец патриарха Филарета, дед царя Михаила
4. Анна Романовна, муж — князь Василий Андреевич Сицкий
5. Анастасия Романовна, муж — царь Иван IV